# 哥廷根大学
格奥尔格·奥古斯特·哥廷根大学（德語：Georg-August-Universität Göttingen），简称哥廷根大学，是位于德国西北部下萨克森州南端的哥廷根市的公立研究型大学，因英国国王兼德国汉诺威选帝侯格奥尔格二世创建而得名。始建于1734年，于1737年向公众开放，是下萨克森州最古老和最大的大学。同德国的海德堡大学、佛莱堡大学、圖宾根大学相似，属于传统的大学城，是“没有校门和围墙的大学”。
哥廷根拥有十分辉煌的历史，名人辈出，蜚声世界。2007年10月至2012年5月期间为德国第二轮“精英大学”所评选的九所大学之一。截至2023年，该校共有47位校友、教职工及研究人员等获得过诺贝尔奖，在欧洲仅次于剑桥大学、牛津大学、柏林洪堡大学和巴黎大学，是世界上该奖得奖人数最多的大学之一。 根据占全球近60%的人口所使用的24种语言在非营利的维基百科网站上搜索排名（PageRank）与互动引用排名（CheiRank）的综合数据（2DRank）而得出的“2017年维基百科世界大学排名”，  哥廷根大学位居世界第6位， 而这项关于世界大学的综合影响力排名的研究者和制作者认为该排名“平衡地”反映了“过去十个世纪以来的世界大学发展历程”。

## 历史

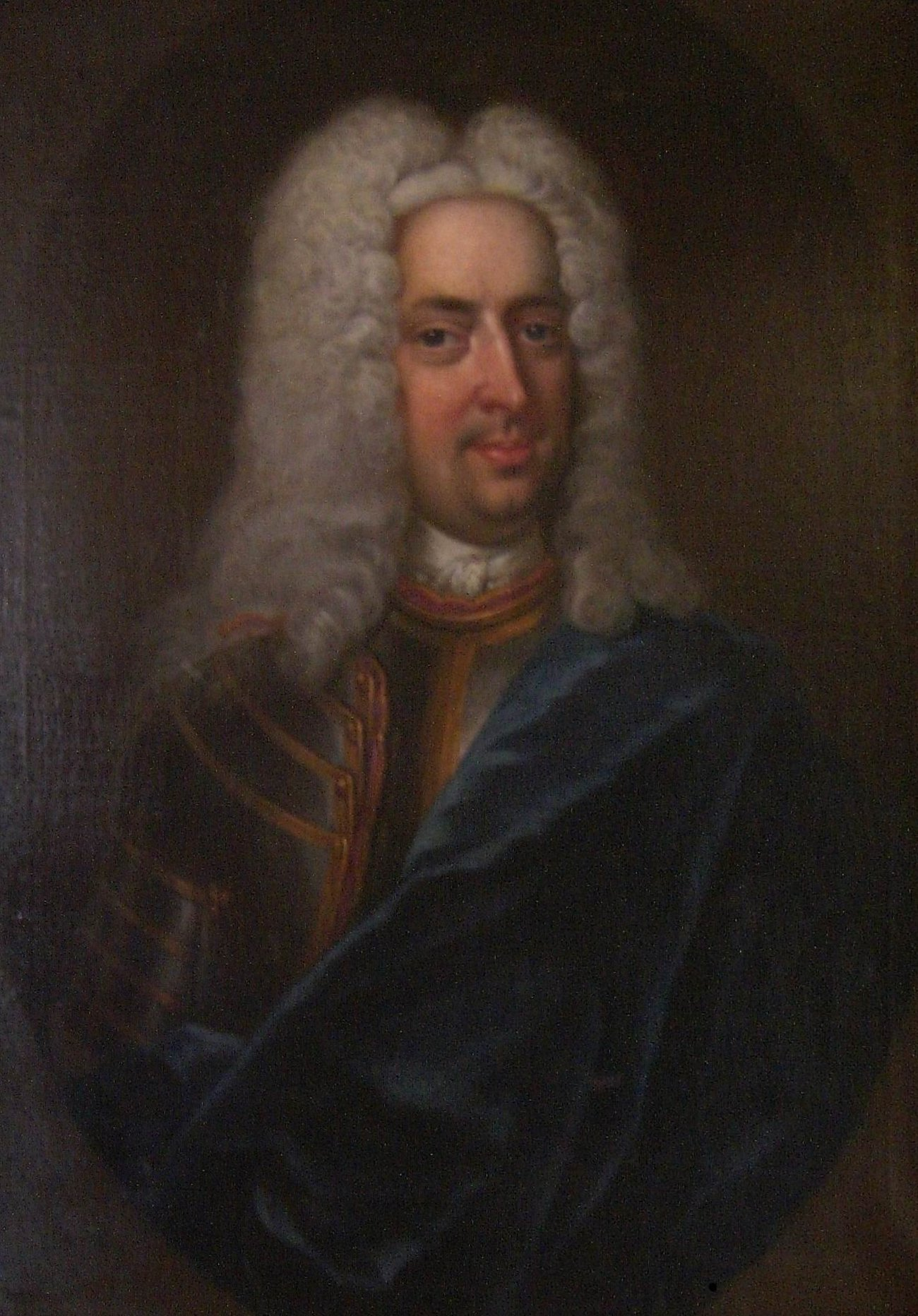
哥廷根大学首任校长格拉克·阿道夫·冯·明希豪森

### 始创
1734年时为英国国王及汉诺威大公的格奥尔格二世决定委派其重臣格拉克·阿道夫·冯·明希豪森在哥廷根创办一所大学，旨在弘扬欧洲启蒙时代学术自由的理念，哥廷根大学也因此一开欧洲大学学术自由之风气。大学创办之初，即设有神学、法学、哲学、医学四大经典学科，尤以自然科学和法学为重。

### 18－19世纪

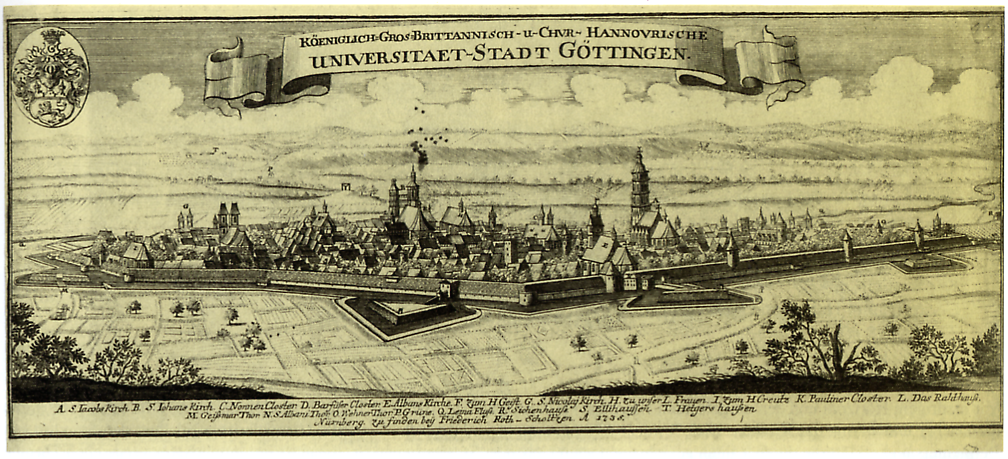
1735年的哥廷根

整个18世纪，哥廷根大学因其极为自由的科学探索精神和氛围而居于德国大学中心地位。到1812年学校已经发展成为具有图书藏量25万册，被海内外认可的一所现代化大学。拿破仑曾于此研习法律，并言“哥廷根是属于全欧洲的”。

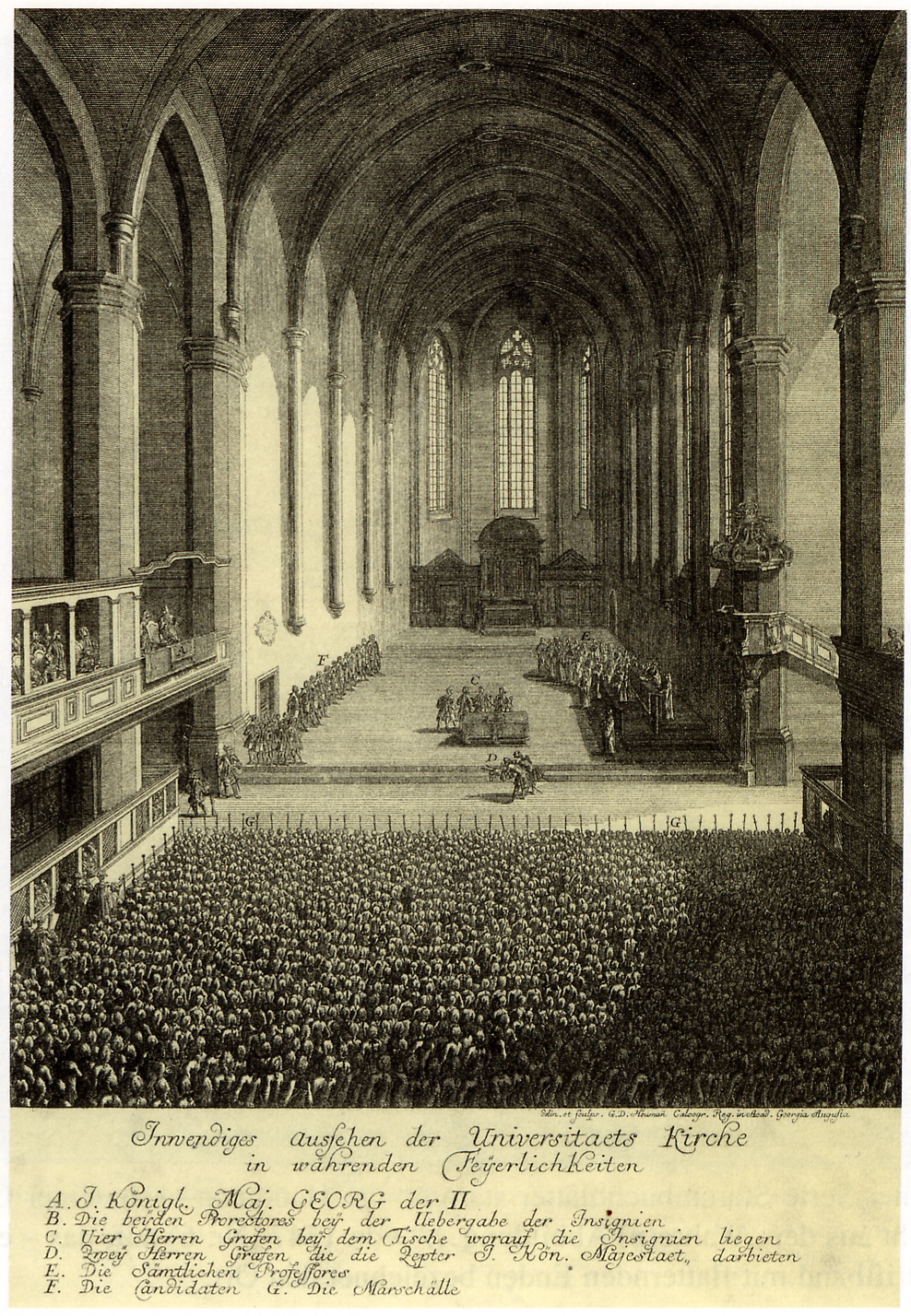
1748年格奥尔格二世在宝琳娜教堂

哥廷根大学初以法学闻名于世。18世纪德国著名国家法学大师皮特曾于此执教半个世纪，而吸引了大批学生求学，奥地利首相克莱门斯·梅特涅，柏林大学的创办者威廉·冯·洪堡都是他的学生。至1837年其建校100年时，哥廷根大学因几乎每年法学院注册的学生均占全校在读学生人数的一半以上而被称为“法科大学”。 而哥廷根大学也因此成为18世纪德国公法学的麦加。

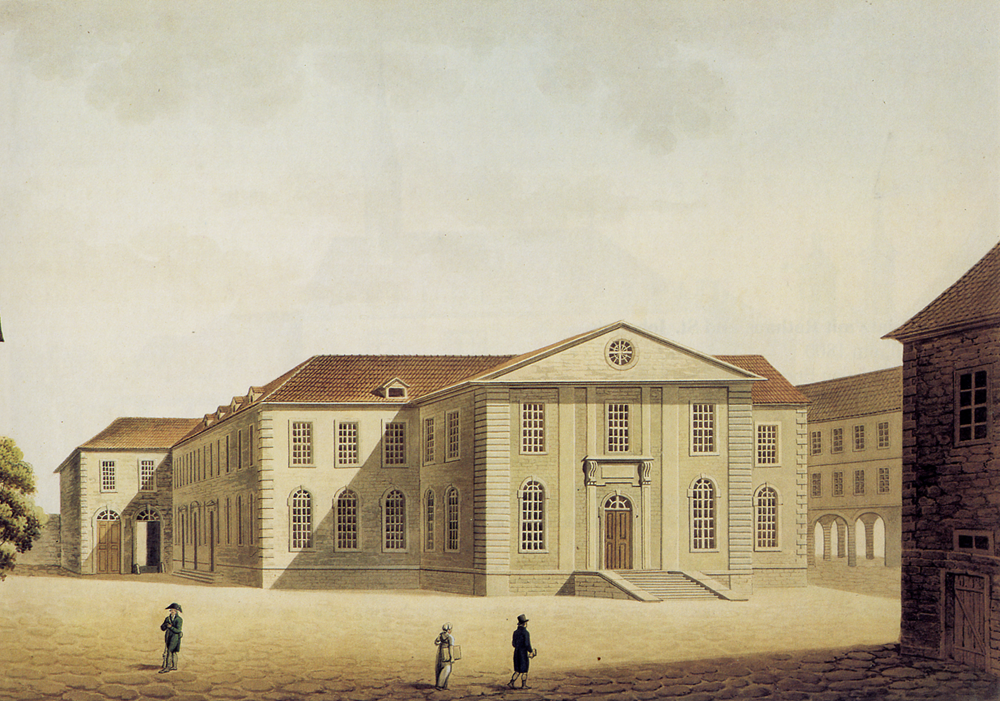
18世纪末的大学图书馆

1837年发生了著名的“哥廷根七君子事件”，哥廷根的七名教授因反对汉诺威国王恩斯特·奥古斯特一世废除宪法之举而被驱逐出哥廷根大学，格林兄弟也在此列，这一事件反映出哥廷根的知识份子对自由的热爱与捍卫宪法的勇气。此后，古斯塔夫·胡果和爱希霍恩于19世纪在此执教并成为德国历史法学派的先驱。19世纪末，创造“缔约过失责任”理论的著名民法学家鲁道夫·冯·耶林在此任教。
更让哥廷根成为世人瞩目的科学中心的是其自然科学，尤其是数学。被称为“最重要的数学家”的高斯就于18世纪任教于此并开创了“哥廷根学派”。此后，黎曼、狄利克雷和雅可比在代数、几何、数论和分析领域做出了贡献。到19世纪，著名数学家希尔伯特和克莱因更是吸引了大批数学家前往哥廷根，从而使德国哥廷根数学学派进入了全盛时期。到20世纪初，哥廷根已成为无可争辩的世界数学中心和麦加圣地。当时全世界学数学的学生中，最响亮的口号就是“打起你的背包，到哥廷根去”。

### 19世纪末－20世纪初
这一时期，哥廷根大学在全欧乃至世界上的学术地位达到了顶峰。在这半个世纪从这里走出的诺贝尔奖得主人数位居世界大学第八位，创造了“哥廷根诺贝尔奇迹”。
此外，德意志帝国时期的“铁血宰相”奥托·冯·俾斯麦，联邦德国前总统里夏德·冯·魏茨泽克及前总理格哈特·施罗德均曾于哥廷根大学学习法律。德国大诗人海涅也在此取得法学博士。格林兄弟在此任教并编写了第一部德语词典。现象学大师埃德蒙德·胡塞尔在此任教，哲学家亚瑟·叔本华，社会学大师马克斯·韦伯与尤尔根·哈贝马斯等也先后求学于哥廷根。
这一时期，正是德国大学处于世界学术最顶端、最辉煌的时期。欧美各国的学生纷纷以去德国留学为荣，尤其是哥廷根大学和柏林大学。当时，德语成为了国际通用的学术语言，甚至英美国家的许多论文都是直接以德语命名的。如果一位学者没有德国的学习经历，会被认为没有受过完整的学术训练。整个19世纪，哥廷根大学对美国产生了巨大的影响。大量的美国政治家、律师、文学家、历史学家和教育家的教育背景都是清一色的哈佛大学加哥廷根大学。例如时任美国国务卿和哈佛大学校长的爱德华·埃弗里特在哥廷根学习过两年。语言文学专家George Ticknor在哥廷根学习了两年的古典哲学。外交家兼历史学家John Lothrop Motley在哥廷根学习两年的期间结识了俾斯麦。而政治家兼历史学家George Bancroft甚至于1820年取得了哥廷根的博士学位。
然而，第一次世界大战对德国学术造成了很大的破坏，国际学术界由此开始敌视德国学术界。

### 纳粹时期
1933年希特勒上台，对犹太人进行残酷迫害。在1933－34年间，德国大学就有大约7000人左右逃往美国。到1940年间，德国大约损失了500多名自然科学教授，450名医学教授，和300名人文科学教授，导致德国学术倒退了几十年的水平。离开德国的哥廷根校友和教员中，比較知名的就有馬克斯·波恩、維克多·戈德施密特、詹姆斯·弗蘭克、尤金·維格納、利奧·西拉德、愛德華·泰勒、埃德蒙·蘭道、埃米·諾特、羅伯特·歐本海默、西奧多·馮·卡門和理查德·柯朗。在1933年的大清洗之後的1934年，當時的德國數學界泰斗大衛·希爾伯特與納粹教育部長伯恩哈德·魯斯特共進晚餐，魯斯特問道：“哥廷根的數學現在擺脫猶太人影響后，進展如何？” 希爾伯特回答說：“哥廷根已經沒有數學了。”哥廷根大学在納粹統治期間受到重创，大批知名的犹太籍科学家和学者被迫离开，遠渡重洋前往美国的普林斯顿、波士顿、芝加哥等地。这也预示着世界的科学中心逐渐从德国代表的歐洲大陸逐步移向了美国。

## 学术

### 院系
2018年哥廷根大学的在册学生人数约3万1千多人。教授471名，教研人员共1万2千多人。它所属的医药学校下设19个中心，其中包括各种各样的诊所。自从1980年以来，该大学已经根据不同学科成立了13个院系。包括：
1. 神学系：
2. 法学系：
3. 经济学系：
4. 社会学系：
5. 哲学系：
6. 数学及信息学系：
7. 物理学系：
8. 化学系：
9. 地质学系：
10. 农学系：
11. 林学系：
12. 生物及心理学系：
13. 医学系：

在这些院系中设有170多个研究所，系主任都是大学的哥廷根科学院的成员。

### 科研与合作
哥廷根科学院是1751年由英王乔治二世建立的独立的学术机构，包含文理两部，广泛吸纳国内外科学界的名人作为其成员。如今其财政直接来源于下萨克森州。它同大学一直保持着合作关系。
另外，哥廷根本市即设有5家马克斯·普朗克研究所（分别为马克斯·普朗克宗教与少数民族多元化研究所（前身为历史研究所）、马克斯·普朗克生物物理化学研究所、马克斯·普朗克实验医学研究所、马克斯·普朗克动力学研究所以及马克斯·普朗克太阳系研究所），均同哥廷根大学具有学科上的紧密合作关系，使哥廷根保持着科学研究上的领先地位。

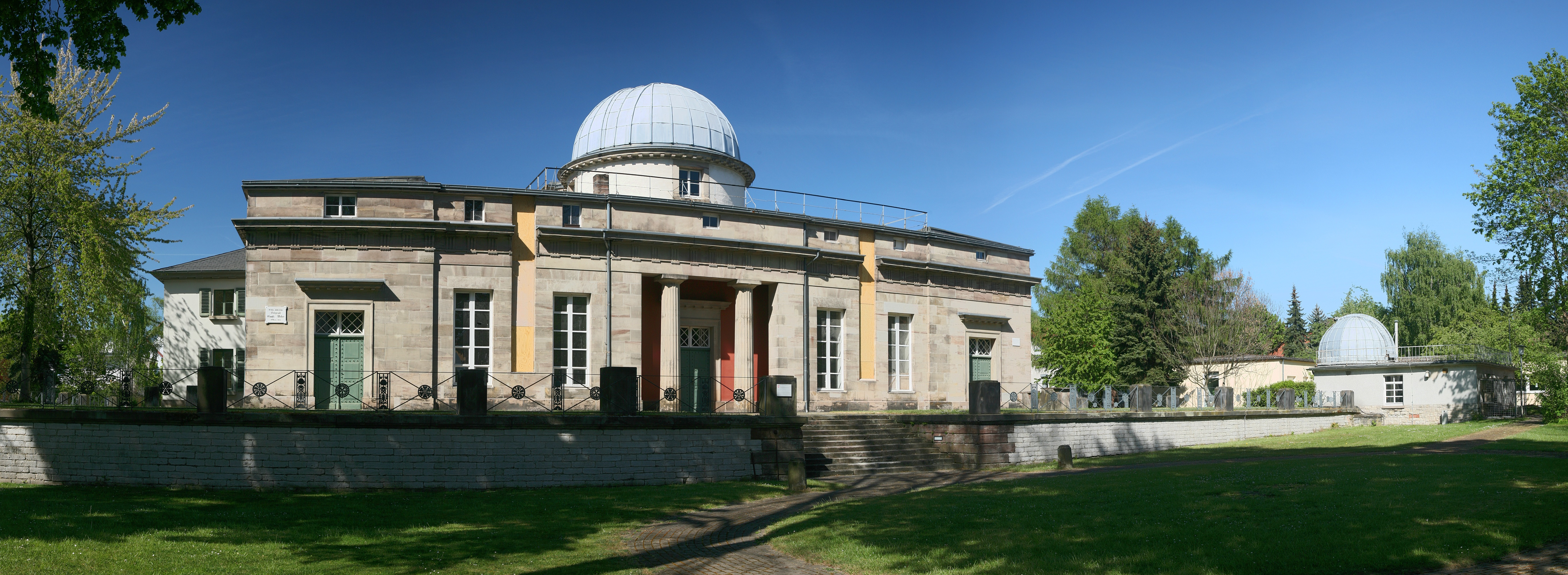
老天文台

同大学保持着紧密学术合作的还有德国太空研究中心和德国灵长类动物研究中心。哥廷根大学和南京大学有密切的合作关系，合办了中德法学研究所、中德跨文化日耳曼文学研究所以及中德社会计算研究所。

### 图书馆

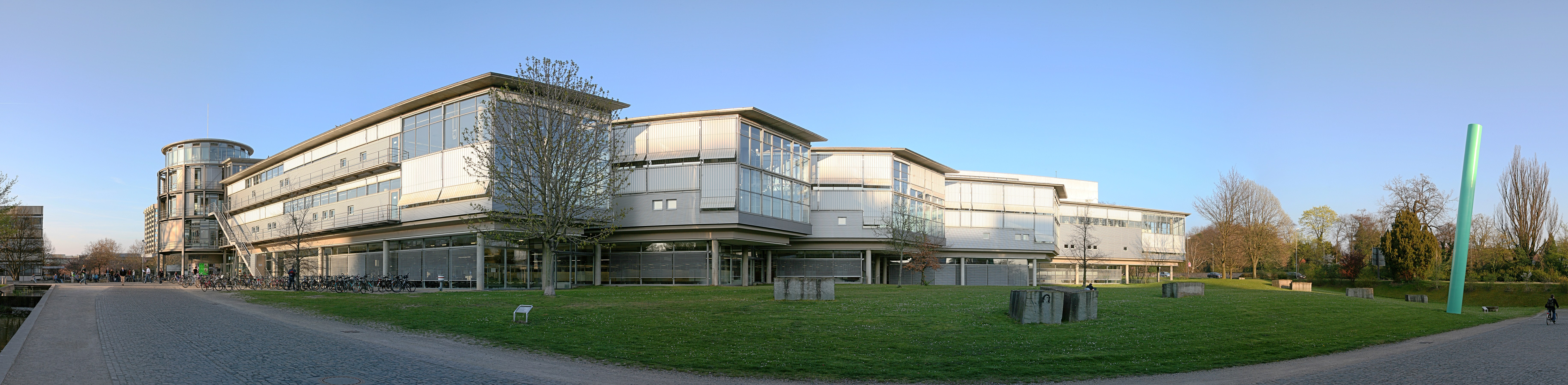
下萨克森州州立暨哥廷根大学图书馆

除了作为历史图书馆的宝琳娜教堂之外，设在哥廷根的下萨克森州州立暨哥廷根大学图书馆为大学及周边民众的当代公共图书馆，其藏书丰富，超过500万册，是德国当今五大图书馆之一。另外，各个系和研究所均有自己的专业图书馆。

## 知名校友
以下校友信息并不完整，其余详见：

### 自然科学
- 数学家 - 卡尔·高斯（有「数学王子」之譽的数学家，哥廷根大学学生、教授）
- 数学家 - 索菲·熱爾曼（1830年榮譽博士學位）
- 数学家 - 约翰·狄利克雷（哥廷根大学教授，解析数论创始人）
- 数学家 - 波恩哈德·黎曼（哥廷根大学教授）
- 数学家 - 理查德·戴德金（哥廷根大学博士）
- 数学家 - 菲利克斯·克莱因（哥廷根大学教授）
- 数学家 - 大卫·希尔伯特（哥廷根大学教授、现代数学之父，数学学院院长任内将哥廷根大学缔造成世界数学中心）
- 数学家 - 埃米·諾特（哥廷根大学教授，数学学院第一位女性教授）
- 数学家 - 赫爾曼·閔考斯基（爱因斯坦的老师，哥廷根大学教授）
- 数学家 - 費利克斯·伯恩斯坦（哥廷根大学教授）
- 数学家 - 赫尔曼·外尔（哥廷根大学博士、教授，普林斯顿高等研究院创建者之一）
- 数学家 - 海因茨·霍普夫（哥廷根大学教授，国际数学联盟主席）
- 数学家 - 卡尔·西格尔（1978年沃尔夫数学奖得主，哥廷根大学教授）
- 数学家 - 安德烈·韦伊(1979年沃尔夫数学奖得主，哥廷根大学学生)
- 数学家 - 漢斯·盧伊(1984/85年沃尔夫数学奖得主，哥廷根大学学生)
- 数学家 - 尤尔根·莫泽尔（1994年沃尔夫数学奖得主，哥廷根大学学生）
- 物理学家 - 罗伯特·奥本海默（原子弹發明者，哥廷根大学博士）
- 物理学家 - 爱德华·泰勒（氢弹发明者，哥廷根大学助教）
- 物理学家 - 西奥多·冯·卡门（哥廷根大学博士，流体力学之父，钱学森等人的导师）
- 物理学家 - 威廉·维恩（1911年诺贝尔物理奖得主，哥廷根大学学生）
- 物理学家 - 马克斯·冯·劳厄（1914年诺贝尔物理奖得主，哥廷根大学学生、荣誉教授）
- 物理学家 - 马克斯·普朗克（1918年诺贝尔物理奖得主，哥廷根科学院成员）
- 物理学家 - 约翰尼斯·斯塔克（1919年诺贝尔物理奖得主，哥廷根大学教授）
- 物理学家 - 尼尔斯·玻尔（1922年诺贝尔物理奖得主，哥廷根大学访问学者）
- 物理学家 - 罗伯特·密立根（1923年诺贝尔物理奖得主，哥廷根大学学生）
- 物理学家 - 西格巴恩（1924年诺贝尔物理奖得主，哥廷根大学学生）
- 物理学家 - 詹姆斯·弗兰克（1925年诺贝尔物理奖得主，哥廷根大学学生、教授）
- 物理学家 - 古斯塔夫·赫兹（1925年诺贝尔物理奖得主，哥廷根大学学生）
- 物理学家 - 沃纳·海森堡（1932年诺贝尔物理奖得主，哥廷根大学学生、教授）
- 物理学家 - 保罗·狄拉克（1933年诺贝尔物理奖得主，哥廷根大学访问学者）
- 物理学家 - 恩里科·费米（1938年诺贝尔物理奖得主，哥廷根大学学生）
- 物理学家 - 奥托·施特恩（1943年诺贝尔物理奖得主，哥廷根科学院成员）
- 物理学家 - 沃尔夫冈·泡利（1945年诺贝尔物理奖得主，哥廷根大学助教）
- 物理学家 - 帕特里克·布萊克特（1948年诺贝尔物理奖得主，哥廷根大学助教）
- 物理学家 - 马克斯·玻恩（1954年诺贝尔物理奖得主，哥廷根大学博士、教授）
- 物理学家 - 瓦尔特·博特（1954年诺贝尔物理奖得主，哥廷根科学院成员）
- 物理学家 - 尤金·维格纳（1963年诺贝尔物理奖得主，哥廷根大学助教）
- 物理学家 - 瑪麗亞·格佩特-梅耶（1963年诺贝尔物理奖得主，哥廷根大学博士）
- 物理学家 - 沃尔夫冈·保罗（1989年诺贝尔物理奖得主，哥廷根大学教授）
- 物理学家 - 汉斯·德默尔特（1989年诺贝尔物理奖得主，哥廷根大学博士）
- 物理学家 - 赫伯特·克勒默（2000年诺贝尔物理奖得主，哥廷根大学博士）
- 物理学家 - 克劳斯·哈塞尔曼（2021年诺贝尔物理奖得主，哥廷根大学博士）
- 物理学家 - 汉斯·冯·奥海恩(喷气发动机的发明者，哥廷根大学学生）

- 化学家 - 奥托·瓦拉赫（1910年诺贝尔化学奖得主，哥廷根大学学生、教授）
- 化学家 - 西奥多·威廉·理查兹（1914年诺贝尔化学奖得主，哥廷根大学博士后）
- 化学家 - 沃尔特·能斯特（1920年诺贝尔化学奖得主，哥廷根大学教授）
- 化学家 - 理查德·席格蒙迪（1925年诺贝尔化学奖得主，哥廷根大学教授）
- 化学家 - 阿道夫·温道斯（1928年诺贝尔化学奖得主，哥廷根大学教授）
- 化学家 - 歐文·朗繆爾（1932年诺贝尔化学奖得主，哥廷根大学博士）
- 化学家 - 彼得·德拜（1936年诺贝尔化学奖得主，哥廷根大学教授）
- 化学家 - 沃尔特·霍沃思（1937年诺贝尔化学奖得主，哥廷根大学博士）
- 化学家 - 阿道夫·布特南特（1939年诺贝尔化学奖得主，哥廷根大学博士、教授）
- 化学家 - 奥托·哈恩（1944年诺贝尔化学奖得主，哥廷根科学院成员）
- 化学家 - 曼弗雷德·艾根（1967年诺贝尔化学奖得主，哥廷根大学博士）
- 化学家 - 格哈德·赫茨贝格（1971年诺贝尔化学奖得主，哥廷根大学博士后）
- 化学家 - 托马斯·施泰茨（2009年诺贝尔化学奖得主，哥廷根大学访问学者）
- 化学家 - 斯特凡·赫尔（2014年诺贝尔化学奖得主，哥廷根大学教授）
- 化学家 - 马蒂亚斯·贝勒（2006年戈特弗里德·威廉·莱布尼茨奖得主，哥廷根大学博士，罗斯托克大学教授）

### 法科
- 德意志帝国宰相 - 奥托·冯·俾斯麦（哥廷根大学法科学生）
- 联邦德国总统 - 里夏德·冯·魏茨泽克（哥廷根大学法学博士）
- 联邦德国总理 - 格哈特·施罗德（哥廷根大学法科学生）
- 德国联邦宪法法院大法官 - 汉斯·雨果·克莱因（德语：Hans Hugo Klein）（哥廷根大学退休法学教授）
- 德国联邦宪法法院第一庭大法官 - 安德里亚斯·庖鲁斯（哥廷根大学现任法学教授）
- 德国联邦宪法法院第二庭大法官 - 克里斯汀·朗恩费尔德（哥廷根大学现任法学教授）
- 德国联邦宪法法院第一庭大法官 - 伊内斯·黑尔特（哥廷根大学法学博士）
- 德国联邦宪法法院第一庭大法官 - 赫宁·拉特克（哥廷根大学法学博士）
- 海牙国际法院大法官 - 格奥格·诺尔特（哥廷根大学曾於1999年至2004年任法学教授）
- 历史法学家 - 弗里德里希·卡尔·冯·萨维尼（哥廷根大学法科学生）
- 民法学家 - 鲁道夫·冯·耶林（哥廷根大学法科学生及法学教授）
- 国际法学家 - 拉萨·奥本海（哥廷根大学法学博士）
- 民法学家 - 卡尔·拉伦茨（哥廷根大学法学博士）
- 公法学家 - 哈特穆特·毛雷尔（哥廷根大学法学博士）
- 法哲学家、公法学家 - 罗伯特·阿列克西（德语：Robert Alexy）（哥廷根大学法学博士）
- 台灣（中華民國）大法官暨司法院院長，輔仁大學、台灣大學法學院兼任教授 - 許宗力（哥廷根大學法學博士）
- 台灣（中華民國）輔仁大學法學院副院長 - 楊子慧（哥廷根大學法學博士）
- 台灣（中華民國）中央研究院法律學研究所所長 - 李建良（哥廷根大學法學博士）
- 台灣（中華民國）東吳大學法學院院長 - 鄭冠宇（哥廷根大學法學博士）
- 台灣（中華民國）中正大學法學院副教授 - 廖蕙玟（哥廷根大學法學博士）
- 台灣（中華民國）中原大學法學院院長 - 姚志明（哥廷根大學法學博士）

### 人文社會學科
- 政治家 - 路德维希·奎德（1927年诺贝尔和平奖得主，哥廷根大学博士）
- 政治家 - 纳坦·瑟德布卢姆（1930年诺贝尔和平奖得主，哥廷根科学院成员）
- 政治家 - 乌尔苏拉·冯德莱恩 （现任欧盟委员会主席，哥廷根大学大众经济学学生）
- 金融家 - 莱昂内尔·内森·德·罗斯柴尔德（罗斯柴尔德家族第三代传人，哥廷根大学学生）
- 金融家 - J·P·摩根（摩根家族代表人物，“华尔街之子”，哥廷根大学学生）
- 企业家 - 克劳斯·克莱因费尔特（西门子集团总裁，哥廷根大学学生）
- 社会学家 - 马克斯·韦伯（哥廷根大学学生）
- 哲学家 - 亚瑟·叔本华（哥廷根大学学生，唯意志论奠基人）
- 哲学家 - 埃德蒙德·胡塞尔（哥廷根大学教授）
- 哲学家 - 尤尔根·哈贝马斯（哥廷根大学学生 第三代法兰克福学派代表人物）
- 诗人 - 海因里希·海涅（哥廷根大学法学博士）
- 作家、语言学家 - 格林兄弟（哥廷根大学教授）
- 作家 - 鲁道夫·克里斯托夫·奥伊肯（1908年诺贝尔文学奖得主，哥廷根大学学生）
- 作家 - 君特·格拉斯（1999年诺贝尔文学奖得主，哥廷根大学学生）
- 作家 - 威廉·海因里希·瓦肯罗德 ( 哥廷根大学学生 德国早期浪漫派的代表作家之一)
- 作家、翻译家、学者 - 弗雷德里希·施莱格尔（哥廷根大学学生，德国早期浪漫派的理论家和作家之一）
- 作家 - 路德维希·蒂克（哥廷根大学学生，德国早期浪漫派代表作家之一）
- 著名教育家、柏林大学创办人 - 威廉·冯·洪堡（哥廷根大学法科学生）
- 美国国务卿、马萨诸塞州州长、哈佛大学校长 - 爱德华·埃弗里特（哥廷根大学学生）
- 哲学家、神学家 - 恩斯特·特洛尔奇（哥廷根大学教授）
- 語言學家、翻譯家 - 季羨林（北京大学副校长、哥廷根大学博士）
- 政治家、作家 - 陳云根（哥廷根大学博士）

### 生物及医学
- 医学家 - 罗伯特·科赫（1905年诺贝尔医学奖得主，哥廷根大学学生）
- 医学家 - 梅契尼可夫（1908年诺贝尔医学奖得主，哥廷根大学学生）
- 医学家 - 保罗·埃利赫（1908年诺贝尔医学奖得主，哥廷根大学荣誉教授）
- 医学家 - 汉斯·阿道夫·克雷布斯（1953年诺贝尔医学奖得主，哥廷根大学学生、荣誉博士）
- 医学家 - 德尔布吕克（1969年诺贝尔医学奖得主，哥廷根大学博士）
- 医学家 - 厄温·内尔（1991年诺贝尔医学奖得主，哥廷根大学教授）
- 医学家 - 伯特·萨克曼（1991年诺贝尔医学奖得主，哥廷根大学博士、助教）
- 生物学家 - 卡罗尔·格雷德（2009年诺贝尔生理学和医学奖得主，哥廷根大学学生）
- 生物学家 - 托马斯·聚德霍夫（2013年诺贝尔生理学和医学奖得主，哥廷根大学博士）
- 生物学家 - 威廉·屈内(酶的命名者，哥廷根大学学生）

## 校园生活与学术传统

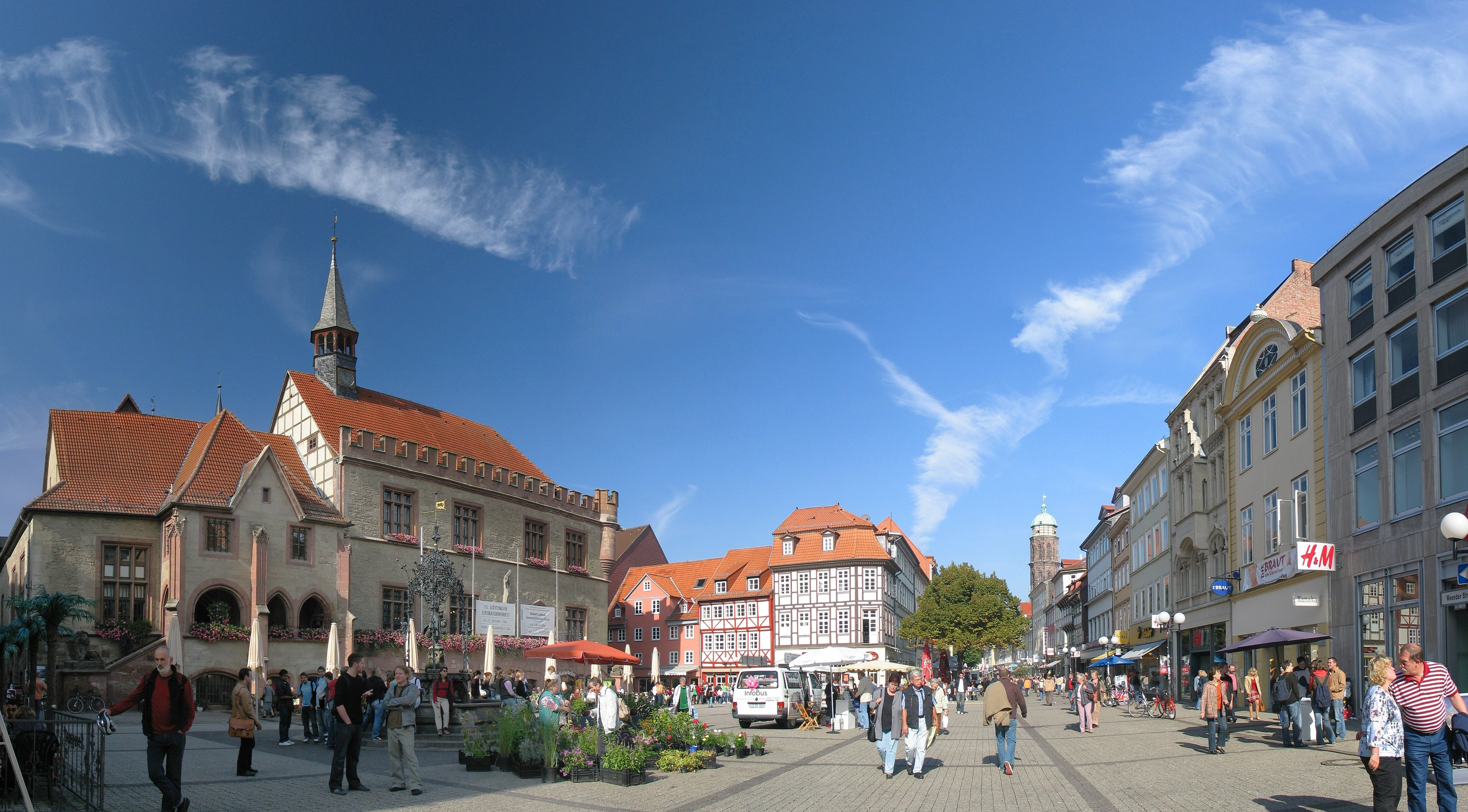
哥廷根的中心－鹅女孩广场，“博士之吻”所在地

哥廷根老市政厅地窖餐厅的入口处，至今还刻有一句著名的拉丁文古语，用来形容哥廷根大学生的生活：“哥廷根之外没有生活。即便有生活，亦非这般的生活。”
著名历史学家、教育史专家鲁道夫·斯门德教授曾对19世纪的哥廷根大学作过这样的描述：“哥廷根大学的教授从不轻易接受一所外地大学的聘书，即使是来自柏林大学的聘书也不例外。在柏林的人，若不作根本性的比较，可能还感受不到哥廷根大学的特殊地位。在归并（普鲁士）后的十多年里，就连柏林大学也不能赢得哥廷根大学教授的青睐。”
20世纪美国著名数学家桑德斯·麦克兰恩教授在访问过哥廷根大学之后评价道：“世界上没有其他任何地方可能同它相比。它是一个真正的智能活动中心，那里进行着十分激动人心的工作。不论什么都让人感到那是真正的本质，是事物的中心。……我曾在芝加哥念研究生，它比芝加哥强得多，我曾在耶鲁当大学生，它比耶鲁强万倍!”在谈到美国的哈佛、伯克利等大学后来也有活跃的学术气氛时，他特别强调，“但是哥廷根是头一个”。
在20世纪70年代英国BBC公司拍摄的环球系列纪录片《人类的攀升》（The Ascent of Man）中，著名英籍犹太数学家雅可布·布洛诺夫斯基（Jacob Bronowski）曾这样形容哥廷根：“一切古老的大学均有美妙的相似之处。 哥廷根正如英国的剑桥或美国的耶鲁那般 － 偏远而罕为人至。 但除了那些学究们。 教授们深信这里是世界的中心。 哥廷根老市政厅墙上刻的那句古语 － 哥廷根之外没有生活。 哦，这句话，哥廷根的教授比学生更把它当成一回事呢。”
学术传统在哥廷根备受尊重。哥廷根市中心有一座“鹅女孩”雕像，来自于格林童话，说的是一位公主的故事，故事大意是: 有位公主帶著女僕到異國與訂親的王子履行婚約，公主與女僕半途中換了服裝，女僕拿走了信物，抵達時女僕冒稱為公主，而公主被當成女僕放鵝去了。公主身邊有隻會說話的馬欲告訴王子真相卻被殺死，馬頭就掛在城牆上，公主丟了信物，連馬也死了，這下子更沒人可以證明她的身份, 公主傷心欲絕。當王子迎取女僕時經過城門，馬兒開口道出了真相，於是王子到市郊找到放鵝的公主，才順利完婚。凄美动人的故事如今早已与哥廷根大学那有名而有趣的学术传统联系在一起：在博士生通过答辩获得博士学位的当天，都会头戴博士帽，在亲友的陪同下乘坐花车前往市中心的鹅女孩广场去向这座“鹅女孩雕像”献花并亲吻鹅女孩，游客们常驻足观看，成为哥廷根一景。由于亲吻者众多，鹅女孩也成了“世界上受吻最多的女孩”。为了维护秩序和保护原雕像，市政厅曾下令不得亲吻该雕像。后因违令者众多，原雕像已被博物馆收藏，现在矗立于此的是一座复制品，而市政厅也未实际禁止刚出炉的博士们去爬上雕像，献上他们的热吻。
大学散布于城中各处。文科中央校区“蓝塔”紧邻老城，是神、法、商等社会科学系的所在地。文史哲等人文科系也在附近。数学系老楼在老城西南部。而大部分自然科学系则位于新建的北部校区。医学系与哥廷根医院合为一体，座落于山脚处。各系所所在处一般均有食堂，附近也有少量学生宿舍。